# Burton, Texas
Burton är en ort i Washington County i delstaten Texas, USA.